# Taburao
Taburao ist ein Ort im Osten des Abaiang-Atolls in den zum Inselstaat Kiribati gehörenden Gilbertinseln im Pazifischen Ozean. 2020 hatte der Ort 143 Einwohner.

## Geographie
Taburao ist der Hauptort des Abaiang-Atolls und liegt im Südosten von dessen Hauptinsel, die den östlichen Rand der Lagune bildet. Nach Nordwesten schließen sich die Orte Ewena, Morikao und Koinawa an. Im Südosten liegt in etwa zwei Kilometer Entfernung Tebero, weiter südlich folgen Tabwiroa und Tuarabu mit dem Flugplatz Abaiang. Im Ort selbst befinden sich das Verwaltungszentrum des Atolls, ein Versammlungshaus, ein Fußballplatz und eine Kirche.

## Klima
Das Klima ist tropisch heiß, wird jedoch von ständig wehenden Winden gemäßigt. Ebenso wie die anderen Orte des Abaiang-Atolls wird Taburao gelegentlich von Zyklonen heimgesucht.